# 時間発展
時間発展（じかんはってん）とは、時間が進むことで物理系が変化することである。

## 古典論
古典物理学における時間発展とは、物理量の値が時間によって変化することである。
例えば古典力学の一形式であるニュートン力学では、時間発展はニュートンの運動方程式によって表現する。これと等価なハミルトン力学では、時間発展は正準方程式で表現され、ラグランジュ力学では、時間発展はオイラー・ラグランジュの運動方程式で表現される。

## 量子論
量子論では、どんなに同じ状態を用意して同じように物理量（オブザーバブル）の測定を行なっても、測定値は測定ごとにバラバラである。量子論の測定において、状態とオブザーバブルが決まっているときに一意的に定まっているのは「測定値の確率分布」である。よって量子論では「測定値の確率分布」を基本にして理論を構築する。逆に言えば、得られる「測定値の確率分布」が同じならどんな理論を作ってもよい（実際、演算子形式や経路積分形式などの理論が作られている）。
よって量子論では系の時間発展についても測定値の確率分布を用いて定義する。量子論における系の時間発展とは、測定を行う時間によって得られる測定値の確率分布が異なることである。
時間発展の定式化も、同じ測定値の確率分布を与えるならばどんな方法でも良い。代表的な方法として、以下の3つがある。この3つの方法はどれも等価である。
- シュレーディンガー描像：状態が時間によって変化すると考える。この場合シュレディンガー方程式が時間発展についての基本方程式となる。
- ハイゼンベルク描像：オブザーバブルが時間によって変化すると考える。この場合ハイゼンベルクの運動方程式が時間発展についての基本方程式となる。
- 相互作用描像：状態とオブザーバブルがどちらも時間によって変化すると考える。この場合は時間発展を表す方程式は2つ現れる。2つのうち状態の時間発展についての式は朝永-シュウィンガー方程式と呼ばれる。

### 時間発展演算子
閉じた系の場合、時刻t での状態{\displaystyle |\psi (t)\rangle }は時刻t = 0 での状態{\displaystyle |\psi (0)\rangle }をユニタリ変換したものである。つまりベクトルの長さや内積は時間が経っても変わらない（これは時間発展の基礎方程式、たとえばシュレーディンガー方程式などからも当然導かれる）。
このユニタリ変換は、ひとつのヒルベルト空間内でのユニタリ変換なので、そのヒルベルト空間上の演算子で書ける。これを時間発展演算子（時間推進演算子とも呼ばれる）と呼び、{\displaystyle {\hat {U}}(t)}と書く。
{\displaystyle |\psi (t)\rangle ={\hat {U}}(t)|\psi (0)\rangle .}
これは次の性質を満たすユニタリ演算子である。
{\displaystyle {\hat {U}}^{\dagger }(t)={\hat {U}}^{-1}(t).}
時間発展演算子が満たすべき方程式は、シュレーディンガー方程式より、
{\displaystyle i\hbar {\frac {d}{dt}}{\hat {U}}(t)={\hat {H}}(t){\hat {U}}(t)}
である。ハミルトニアン{\displaystyle {\hat {H}}(t)}で表されるそれぞれの場合で、この式を初期条件{\displaystyle {\hat {U}}(0)={\hat {1}}}として解くと、その場合の時間発展を表す時間発展演算子の具体的な形が得られる。